# نئودون جامکوچیان
نئودون جامکوچیان (ارمنی: Նևդոն Ժամկոչյան; انگلیسی: Nevdon Jamgochian؛ زادهٔ ۳ مه ۱۹۷۱) هنرمند و نقاش ارمنی‌تبار اهل ایالات متحده آمریکا است. جامکوچیان در مقدمه کارش به روایت‌هایی از درک تاریخ  می‌پرداخت. او نقاشی را فرا گرفت، اما در حال حاضر هنرمندی است که در چند رشته هنری فعالیت دارد.